# 伊藤博文
伊藤博文（日语：〔〕／ Itō Hirobumi，1841年10月16日—1909年10月26日），幼名利助，字俊辅，号春亩、滄浪閣主人，本姓林氏。日本近代政治家，明治维新元老，是前往英國留學的長州五傑之一，帶領日本完成了西化，首任日本内阁总理大臣，是甲午中日战争的主要策划和发动者，曾任日本首任朝鲜统监府统监。
1909年10月26日，與俄羅斯談判之際，在哈尔滨火车站被朝鲜独立运动人士安重根刺殺。

## 幼年
1841年10月16日（天保十二年九月二日），伊藤博文出生於江戶幕府周防國熊毛郡束荷村字野尻（今日本山口县光市束荷字野尻），為山村贫农林十藏的嫡子，母親是秋山長左衛門的長女・琴子。本姓林氏。林氏是太祖出于日本第7代君主孝靈天皇之苗裔，越智宿禰姓河野氏之支流。他的父親被長州藩藏元付中間水井武兵衞收为养子，改名為「水井十蔵」，而水井武兵衞又成長州藩足輕伊藤弥右衛門养子，改名為「伊藤直右衛門」，因此「水井十藏」亦改姓「伊藤」，繼承此家。
1853年，寄宿于寺院，后又在藩士福原等家作侍童，平时做杂役，闲时习文识字。同年黑船來航事件在東京發生，美國利用炮艦外交轟開了日本鎖國的大門。
1856年，往相州服役，守卫边防。
1857年，返回长州，他先是投奔來原良藏，后入松下村塾，受教于改革派下级武士的领导人吉田松阴门下，深受吉田器重。
1858年10月，伊藤前往长崎，入幕府办的炮术传习所，学习军事。
1859年6月，回长州认识了桂小五郎。10月，随从桂小五郎一起去江户。
1862年12月12日夜，21岁的伊藤与久坂玄瑞、高杉晉作等十几名民族志士，潜入品川御殿山新建的英国公使馆周围踢館。伊藤在前面开路，手持木锯，锯断使馆四周的木栅栏，其他人随即鱼贯而入，對英國建物扔出自制的燃烧弹。砸場随后，伊藤等人返回附近住处，彻夜痛饮，沉醉于愛國攘夷的狂热之中。

## 留學英國
1863年，伊藤同井上馨等5人，受长州藩派遣，秘密经中國偷渡前往英國探聽，並進入倫敦大學學院学习，导师為著名化學家亚历山大·威廉·威廉姆逊。知己知彼，他特地來深入研究對手英國，總算亲眼见到西方资本主义国家的物质文明，大受震撼期間思想也发生变化，认识到仅仅凭着一股保卫民族独立的热情去盲目攘夷排斥歐洲，絕非上策，只有开国，虛心向洋人学习，才能成就倒幕大业。（参见「長州五傑」）在英期间，得知英國战舰炮轰萨摩藩後只好匆匆回國。

## 尊皇攘夷
1864年（日本元治元年）6月，伊藤同井上回国，发现長州藩也被炮轰了，即加入長州藩军队。此时正值英法等四国联合舰队攻打下关前夕，伊藤即力劝藩主毛利敬親不可攘夷。指出，与其空费国力，不如将此力用于恢复王政，「开國进取」以完成国内统一。后因藩主执意攘夷，终使发生與英美荷法等列強舰队衝突的炮击下關事件，日本被四國聯軍入侵後戰敗，长州藩的愛國志士紛紛明白，日本只能接受西化走向開國一途。
不久，幕府第一次讨伐长州，藩内保守派即向幕府表示「恭顺」。1865年（日本庆应元年）初，高杉晋作等改革派下级武士起兵，夺得藩政，伊藤坚决支持。伊藤是从攘夷到「开国进取」转变的先行者和促进者。
1866年1月，萨、长两藩下级武士结成倒幕联盟。6月，幕府第二次讨伐长州。伊藤前往石州，准备参战，抗击幕府。后受长州藩之命，去长崎向外商购买轮船，以对付幕府的海军，但未成功，又转往上海。8月底买回两艘轮船。此时，征长战事以幕府失败告终。
1867年10月14日，朝廷向倒幕派发出讨幕密诏。同一天，幕府将军德川庆喜提出「大政奉還」。12月9日（阴历），天皇发表「王政复古」大诏令，宣布废除幕府制，建立新政府。伊藤得知讨幕消息后，即从长崎来兵库，欲与长州藩诸队一起战斗，后因故回长州。
明治维新成功后，在木户孝允、大久保利通和细田道一的领导下负责处理外交事务。历任外国事务局交涉员、判事，兵库县知事，会计官权判事，大藏少辅兼民部少辅，工部大辅等职，在大量引入西方人與科學的技術和管理下，日本國力大增。

## 四度拜相

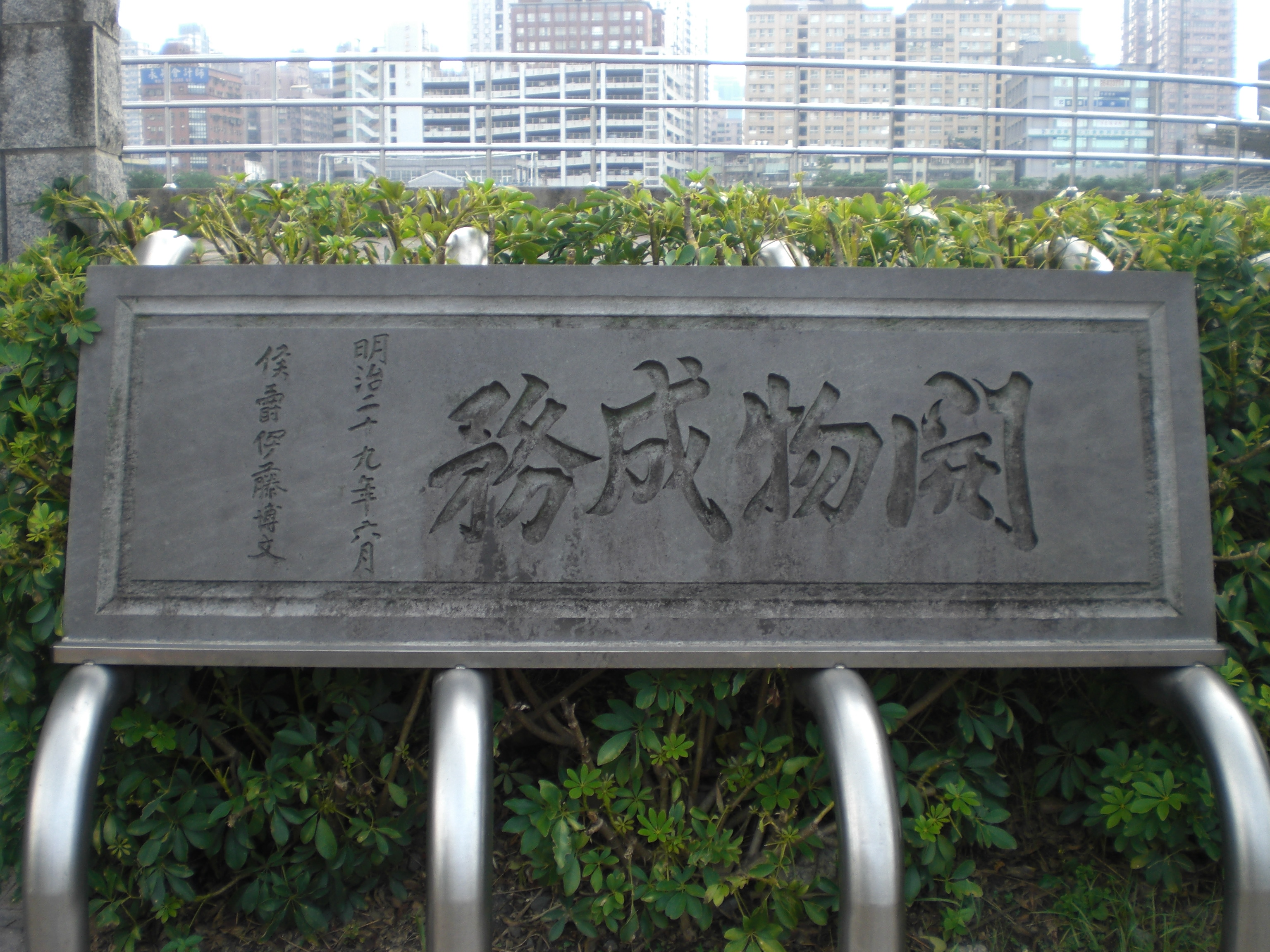
伊藤博文為樟樹灣隧道親題的「開物成務」四字。

1885年12月，日本根据伊藤博文的建议废除太政官制，实行内阁制；并由其出任首届内阁总理大臣兼宫内大臣，开始起草宪法的任务，被誉为“明治宪法之父”。
1894年，伊藤参与策劃了日本对朝鲜王朝的戰爭和中日甲午戰爭，戰后代表日本與清朝代表直隸總督兼北洋通商大臣李鴻章等人签订《马关条约》，將台灣和澎湖納入日本版圖。1896年，伊藤訪問台灣，參加一周年始政紀念日的典禮。
1898年，伊藤在清廷戊戌變法时前往北京訪問，面见光绪皇帝和康有为，提供改革方针，呈上為中國謀劃四策：一、設立大銀行。二、設立士官學堂。三、改募兵為徵兵。四、建南北大鐵路。有意出任光緒皇帝的顧問，幫助中國富強，抗擊歐美俄。不久之後慈禧太后發動戊戌政变，大肆逮捕維新黨，伊藤遂參與救援被捕的黄遵憲，並協助康有为和梁启超逃往日本。
1899年，伊藤在這段時間以來的談判，使歐洲所加諸的不平等治外法權在此刻被廢除，日本已經廣泛被認可為大國。
1900年，伊藤领导日本加入八国联军之役。亦创立立宪政友会，自任总裁，开启日本政党政治的先河。

## 韩国统监

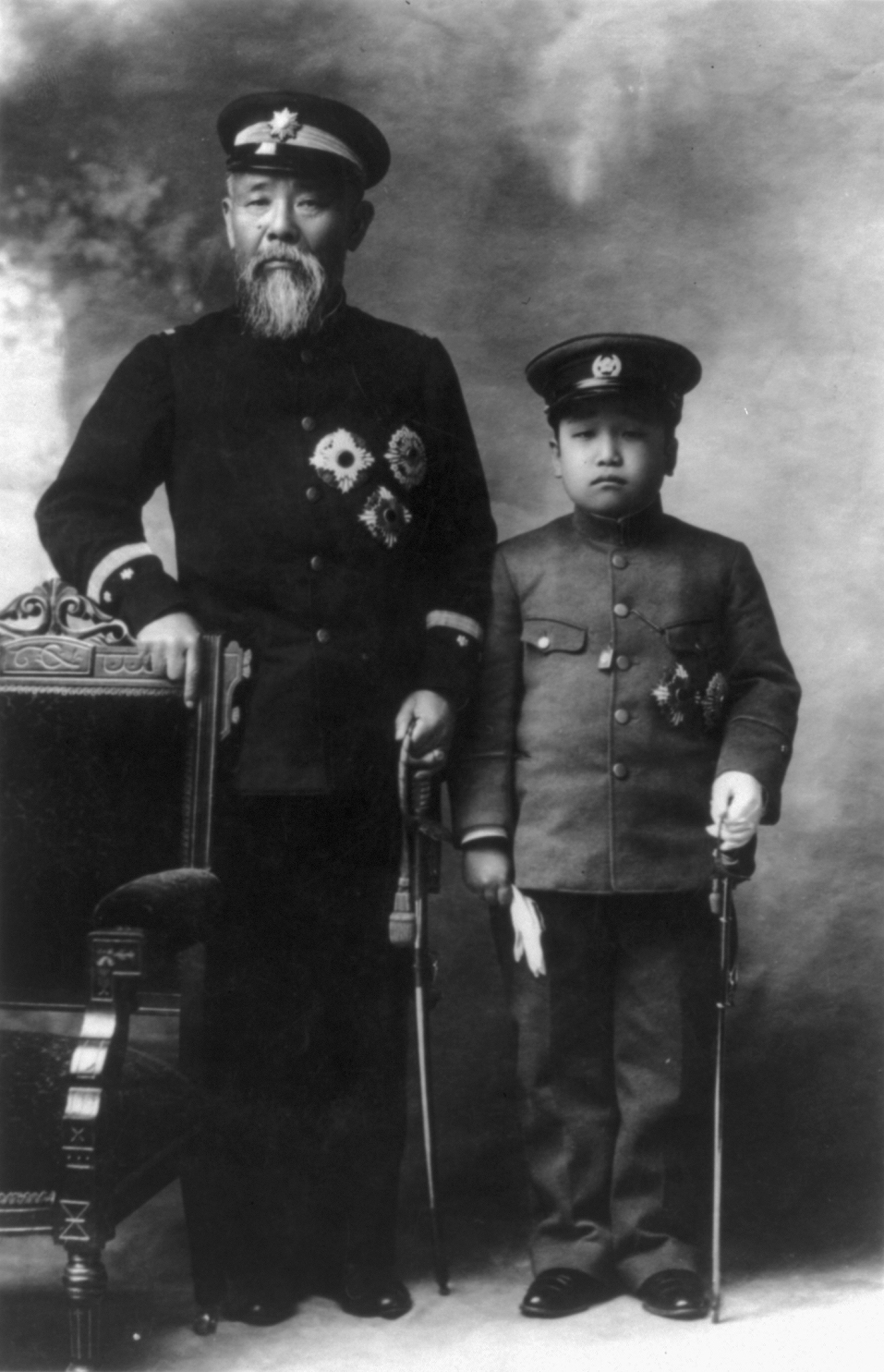
伊藤博文与韩国太子李垠

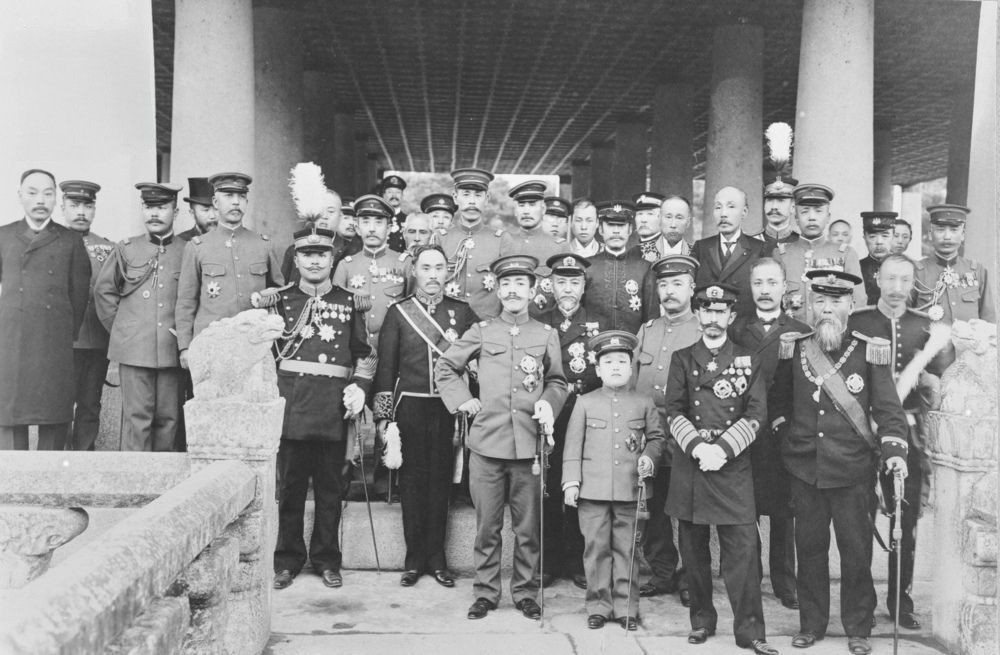
1907年，皇太子嘉仁亲王访问大韩帝国期间的合影，前排右起为伊藤博文、有栖川宫威仁亲王、桂太郎、大韩帝国皇太子李垠、东乡平八郎和皇太子嘉仁亲王。

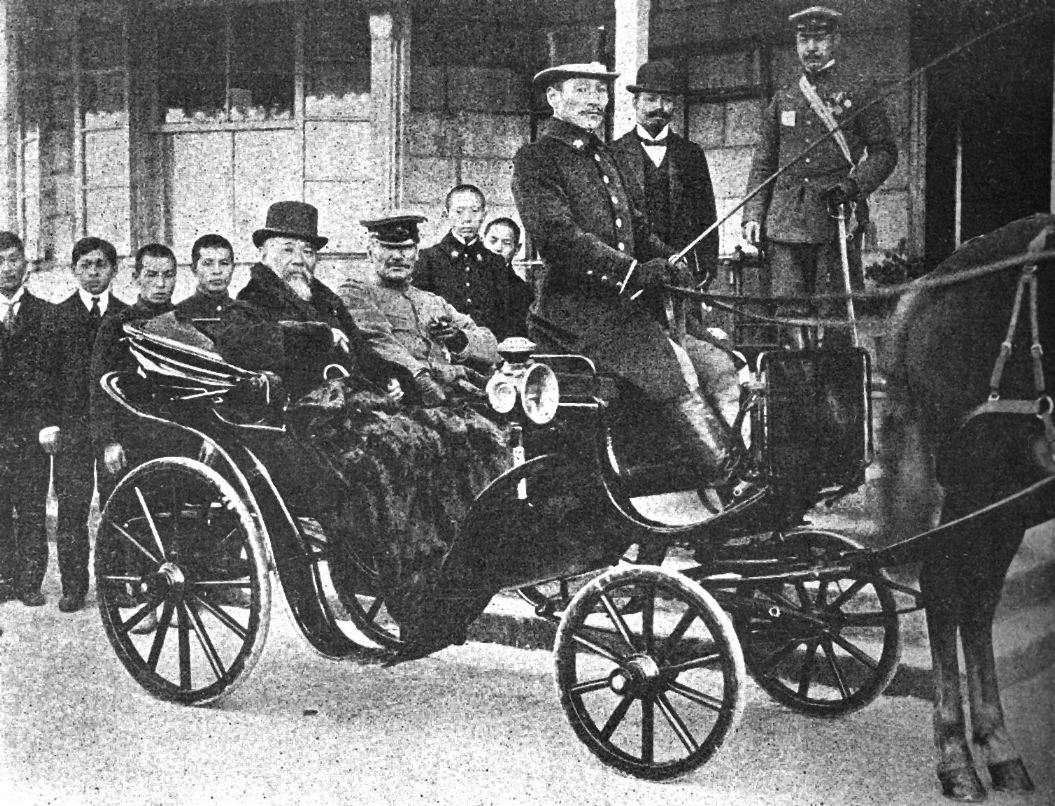
伊藤博文 (左) 與長谷川好道 (右) 一同坐上馬車準備前往統監府

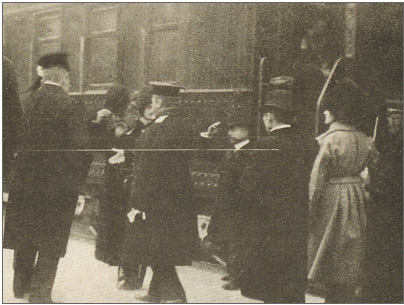
被刺杀前刚下火车的伊藤博文（左二）

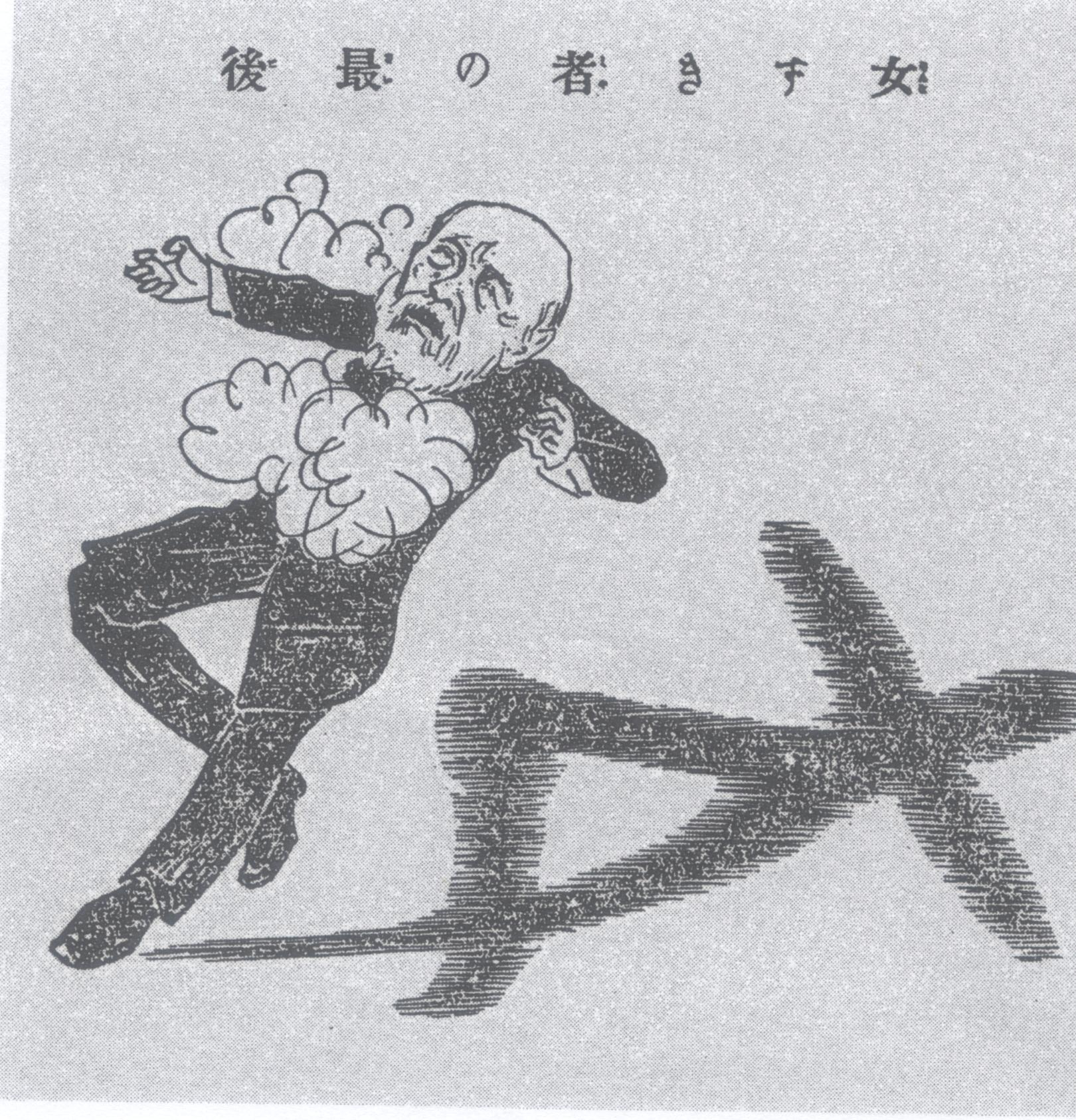
描述伊藤博文被杀的日本漫画

1905年，日本在日俄戰爭中的日本海海战（对马海峡海战）获胜后，日本國終於成為歐美大國也認可的列強之一，開始帝國主義擴張，伊藤博文被任命为第一任韩国统监，并于1907年迫使大韓帝國签订第三次日韩协约，将大韓帝國变为日本的保護國。但是伊藤博文本人反對立刻合併大韩帝国，這與許多參與日本對韓政策參與者的想法並不同。
1909年，日本政府利用日俄戰爭中獲勝的有利形勢，派伊藤博文到哈爾濱與俄國財政大臣科科夫佐夫商談有關朝鮮半島，以及劃分日俄在中國東北的勢力範圍等事宜。

## 遇刺
1909年10月26日上午9時整，伊藤博文乘坐的專列抵達哈爾濱火車站，科科夫佐夫上車迎接。約20分鐘後，伊藤博文在科科夫佐夫陪同下，開始檢閱歡迎隊伍。9時30分，朝鲜愛國主義者安重根站在俄國儀仗隊後面，當伊藤博文走到俄國儀仗隊前，距安重根10步左右時，安重根穿過俄國軍人空隙，衝過儀仗隊，相距伊藤博文五步之遙，拔出手槍對準伊藤博文連發三槍。三發子彈命中伊藤博文的胸部、腹部，伊藤博文撲倒在地。隨行醫生迅速把伊藤博文抬到車上搶救，但20分鐘後，伊藤博文還是傷勢過重而亡，享壽六十八歲。

### 原因
安重根列举了15条击毙伊藤博文的原因:109-110:46-47:22-23:36-37：
1. 杀死明成皇后
2. 廢黜高宗皇帝
3. 强迫朝鲜签订《乙巳条约》和《丁未条约》
4. 屠殺無辜的韓國人
5. 以武力篡奪韓國政府權力
6. 掠奪朝鮮鐵路、礦山、森林和河流資源
7. 強制使用日本紙幣
8. 解散韓國軍隊
9. 阻礙韓國教育
10. 禁止韓國人留學國外
11. 沒收和燒毀韓國教科書
12. 向世界各地傳播「韓國希望日本保護」的謠言
13. 欺騙日本天皇，說「韓國和日本之間的關係是和平的」，實際上充滿敵意和衝突
14. 破壞亞洲和平
15. 暗殺孝明天皇

伊藤博文死後，在日比谷公園舉行國葬。但此事件刺激下，影響了伊藤博文等溫和派勢力，而另一方面也被主張立刻日韓合併的那一派的聲量壓過，成為日本對韓政策的主導者，使日本不久後便吞併了朝鮮，這種擴張並為近代一系列衝突埋下伏筆。

### 博物馆
2014年1月19日，位於哈爾濱火車站的安重根義士紀念館舉辦開館儀式，紀念此一歷史事件。

## 历任职务
- 内阁总理大臣

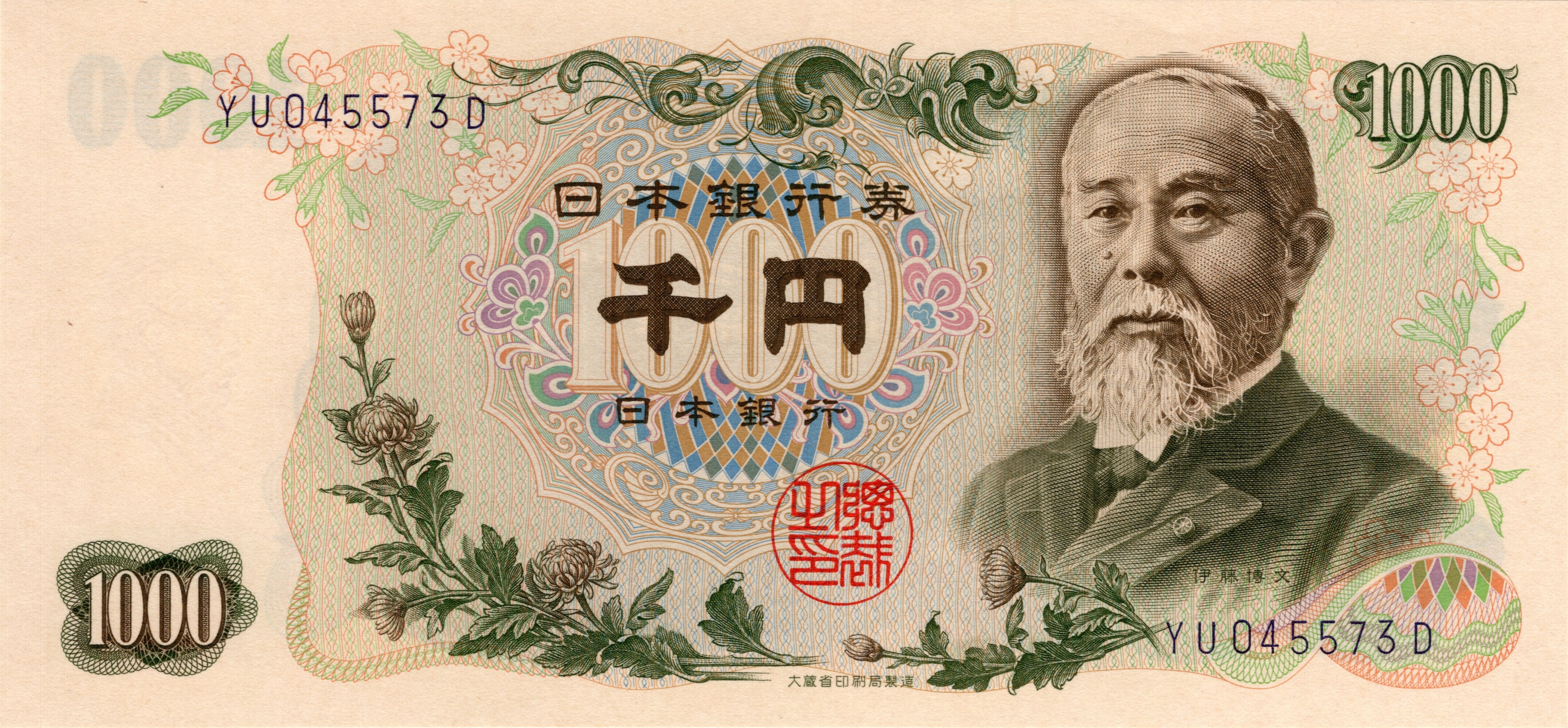
C号一千圓紙幣(1963年-1986年發行)

  - 第1届内阁总理大臣（1885年12月22日 - 1888年4月30日）
  - 第5届内阁总理大臣（1892年8月8日 - 1896年8月31日）
  - 第7届内阁总理大臣（1898年1月12日 - 1898年6月30日）
  - 第10届内阁总理大臣（1900年10月19日 - 1901年5月10日）
- 枢密院議長
  - 第1届枢密院議長（1888年4月30日 - 1889年10月30日）
  - 第3届枢密院議長（1891年6月1日 - 1892年8月8日）
  - 第8届枢密院議長（1903年7月13日 - 1905年12月21日）
  - 第10届枢密院議長（1909年6月14日 - 1909年10月26日）

- 貴族院議長
  - 第1届貴族院議長（1890年10月24日 - 1891年7月21日）
- 朝鮮統監
  - 第一任朝鮮統監（1906年 - 1909年）

## 榮譽

### 官方勋奖

#### 国内勋奖
爵位
- 伯爵（1884年7月7日）
- 侯爵（1895年8月5日）
- 公爵（1907年9月21日）

位阶
- 從五位下（1868年5月6日）
- 從五位（1869年8月11日）
- 從四位（1870年10月20日）
- 正四位（1874年2月18日）
- 從三位（1884年12月27日）
- 從二位（1886年10月19日）
- 正二位（1895年12月20日）
- 從一位（1909年10月26日）

优待
- 元勋優遇（1889年11月1日）
- 元勋優遇（1896年8月31日）
- 金杯一组（1898年6月29日）
- 元勋優遇（1898年6月30日）
- 元勋優遇（1901年5月10日）

勋章
- 大日本帝国
  -  勳一等旭日大綬章（1877年11月2日）
  -  勋一等桐花大綬章（1889年2月11日）
  -  大日本帝国宪法发布纪念章（1889年11月25日）
  - 銀製黄綬褒章（1890年6月20日）
  -  大勋位菊花大绶章（1895年8月5日）
  -  明治二十七八年从軍記章（1895年11月18日）
  -  大勋位菊花章颈饰（1906年4月1日）
  -  明治三十七八年从軍記章（1906年4月1日）
  -  皇太子渡韩纪念章（1909年4月18日）

#### 国外勋奖
- 萨克森-魏玛-爱森纳赫
  -  大十字级白隼勋章（德语：Hausorden vom Weißen Falken）（1882年9月29日）
- 俄罗斯帝国
  -  白鹰勋章（俄语：Орден Белого орла (Российская империя)）（1883年9月17日）
  -  圣亚历山大·涅夫斯基勋章（1896年3月19日）
  -  饰钻圣亚历山大·涅夫斯基勋章（1902年3月15日）
- 德意志帝國
  -  一等王冠勋章（德语：Königlicher Kronen-Orden (Preußen)）（1885年3月7日）
  -  红鹰勋章（1885年12月22日）
  -  钻饰红鹰勋章（1905年3月15日）
- 瑞典-挪威联盟
  -  指挥官大十字级瓦萨勋章（英语：Order of Vasa）（1885年5月25日）
- 奥匈帝国
  -  一等铁皇冠勋章（1886年9月27日）
- 義大利王國
  -  骑士大十字级圣莫里斯及拉撒路勋章（英语：Order_of_Saints_Maurice_and_Lazarus）（1887年5月3日）
  -  至圣天使报喜勋章（1902年3月15日）
- 葡萄牙王國
  -  大十字级维拉·维索萨圣母无染原罪勋章（1887年8月25日）
- 拉達那哥欣王國
  -  一等泰皇冠勋章（1888年1月24日）
- 西班牙
  -  大十字级卡洛斯三世勋章（1896年10月26日）
- 比利时
  -  大绶级利奥波德勋章（1897年10月4日）
- 英国
  -  维多利亚女王钻石禧年纪念章（1897年10月4日）
  -  骑士大十字级巴斯勋章（1902年3月15日）
- 法兰西第三共和国
  -  大十字级法国荣誉军团勋章（1898年4月29日）
- 大清
  -  头等三品御赐双龙宝星（1898年12月5日）
- 大韓帝國
  -  大勳位金尺大綬章（1904年4月18日）

### 名誉学位
- 耶鲁大学 名誉法学博士（1901年10月23日）

## 評價
甲午戰後伊藤博文與李鸿章對聊，提到十餘年前曾勸大清自強，共同復興東亞，以圖壤夷遏止西方殖民，然則十年後日本國力將漸漸反超成為亞洲新貴，如今甲午一戰所言全數應驗，清朝直隶总督兼北洋通商大臣李鸿章慚愧地回覆他，並高度评价道：「维时闻贵大臣谈论及此，不胜佩服，且深佩贵大臣为变革俗尚，以至于此。我国之事，囿于习俗，未能如愿以偿。当时贵大臣相劝云，中国地广人众，变革诸政，应由渐来。今转瞬十年，依然如故，本大臣更为抱歉，自惭心有余而力不足而已。贵国兵将，悉照西法，训练甚精；各项政治，日新月盛。此次本大臣进京，与士大夫相论，亦有深知我国必宜改变方能自立者。」。

## 世系
- 林氏（伊藤氏）　伊藤博文是本姓林氏。林氏太祖出于日本的第7代君主孝靈天皇之苗裔，是越智宿禰（日语：越智氏）姓河野氏（日语：河野氏）之支流。家紋原是“折敷之内三文字”，改姓伊藤以後变为“上方藤”。

```
-{}-
　∴
林通起（淡路守）
　┃
　┣━━━┳━━━┳━━━━━━━━━━┳━━━┳━━━━┳━━━┳━━━┓
　┃      ┃      ┃　　　　　 　 　　　┃　　　┃　 　 　┃　　　┃      ┃
林通元　林通代　林通重（孫右衛門）　林通好　林通定　林通形　林通永　林通季
　　　　 　　　 　┃
　　　　 　　 　　┃
　　　 　　 　　　┃
　　　 　　 　　林信勝（孫三郎）
　　　　 　 　　　┃
　　　　 　 　　　┃
　　　 　　 　　　┃
　　　　 　　　林信吉（孫右衛門）
　　　　 　　 　　┃
　┏━━━┳━━━┻━┳━━━━━┓
　┃      ┃          ┃   　　　 ┃
林信顕　林作左衛門　林惣十郎　林又左衛門
　┃　　　　　　　　　　  　　　　┃
　┃　　　　　　　　　　　  　　　┃
　┃　　　　　　　　　　　　  　　┃
林信久（半六）　　　　　　　　  林源蔵
　┃　　　　　　　　　　　　　　  ┃
　┣━━━━━┓                  ┃
　┃          ┃ 　　　　 　 　   ┃
林惣左衛門　林平治兵衛　　　　林与一右衛門
　　　　　　  ┃　　　 　　　　 　┃
　┏━━━━━┻━━┓　 　　 　　┣━━━┓
　┃　　　　 　　 　┃　　　　 　 ┃　　　┃
林利八郎（半六）　林利右衛門　林増蔵　林助左衛門
　　　　　　　　　　　　　　　  　　　　　┃本家林利八郎為養子
　　　　　　┏━━━━┳━━━━━━━━━┫
　　　　　　┃　　　　┃　　　　  　　　　┃
　　　　　伊藤十蔵　女子（林新兵衛妻）　女子（守田直吉妻）
　　　　　　┃
　　　　　　┃
　　　　　　┃
　　　　　伊藤博文
　　　　　　┃
　┏━━━━╋━━━━┳━━━━━┳━━┓
　┃        ┃        ┃          ┃　　┃
伊藤博邦　木田文吉　伊藤眞一　生子　朝子
　┃
　┣━━━━┳━━━━┳━━━━┳━━━━━┳━━━━━┳━━━━┳━━━━┳━━━━┳━━━━┳━━━━┳━━┳━━┓
　┃        ┃　　　　┃　　　　┃　　　 　 ┃　　　 　 ┃        ┃　　　　┃        ┃　　　　┃　 　　 ┃　　┃　　┃
伊藤博精　清水博春　伊藤博通　伊藤博約　伊藤博忠　伊藤博臣　林博則　伊藤博経　伊藤博孝　伊藤博英　琴子　愛子　十四子
　┃
　┣━━━━┳━━┳━━┳━━┳━━┓
　┃　 　   ┃　　┃　　┃　　┃ 　 ┃
伊藤博雅　邦子　雪子　文子　典子　久子
　┃
　┣━━━━┓
　┃     　 ┃
伊藤智明　八重子

```

- 伊藤氏　本姓是藤原氏。

```
-{}-
　∴
伊藤弥右衛門
　┃
伊藤直右衛門（水井武兵衛）
　┃
伊藤十蔵（林十蔵）
　┃
伊藤博文（林利助）

```

## 登場作品
影視劇
- 維新之曲（日语：維新の曲）（1942年、大映、演：吉井滉一）
- 風雲千兩船（1952年、東寶、演：加東大介）
- 幕末太陽傳（日语：幕末太陽傳）（1957年、日活、演：関弘美）
- 明治天皇與日俄戰爭（1957年、新東宝、演：阿部九州男）
- 巨人 大隈重信（1963年、大映、演：内藤武敏）
- 高杉晉作（日语：高杉晋作 (テレビドラマ)）（1963年、ANB、演：杉山光宏）
- 幕末（1964年、TBS、演：高津住男）
- 風雪（日语：風雪 (テレビドラマ)）（1964年、NHK、演：河津清三郎 → 花柳喜章（日语：花柳喜章） → 金田龍之介（日语：金田龍之介））
- 三姊妹（日语：三姉妹）（1967年、NHK大河劇、演：福田善之）
- 龍馬來了（1968年、NHK大河劇、演：中村敦夫）
- 日本海大海戰（1969年、東寶、演：柳永二郎）
- 天皇的世紀（日语：天皇の世紀#第一部（テレビドラマ））（1971年、ABC、演：佐佐木剛（日语：佐々木剛））
- 明治群像：海上火輪（日语：明治の群像 海に火輪を）（1976年、NHK、演：山崎努）
- 捨生忘利 西郷隆盛傳（1977年、TBS、演：山中康司）
- 甦醒的海（日语：海は甦える）（1977年、TBS、演：西村晃）
- 花神（日语：花神 (NHK大河ドラマ)）（1977年、NHK大河劇、演：尾藤功男（日语：尾藤イサオ））
- 風在燃燒（日语：風が燃えた）（1978年、TBS、演：三浦友和 → 平幹二朗（日语：平幹二朗））
- 乘雲飛翔（日语：雲を翔びこせ）（1978年、TBS、演：大和田伸也）
- 獅子的時代（日语：獅子の時代）（1980年、NHK大河劇、演：根津甚八（日语：根津甚八 (俳優)））
- 二百三高地（1980年、東映、演：森繁久彌）
- 二百三高地：愛會死嗎？（日语：二百三高地 愛は死にますか）（1981年、TBS、演：小澤榮太郎（日语：小沢栄太郎））
- 朴資茅斯之旗（日语：ポーツマスの旗）（1981年、NHK、演：鈴木瑞穗（日语：鈴木瑞穂））
- 幕末青春塗鴉：坂本龍馬（日语：幕末青春グラフィティ 坂本竜馬）（1982年、NTV、演：井上陽水）
- 龍馬來了（日语：竜馬がゆく#1982年版）（1982年、TX、演：山口芳滿）
- 服部半藏 影之軍團（日语：服部半蔵 影の軍団#影の軍団IV）（1985年、KTV、演：芝本正）
- 春之波濤（1985年、NHK大河劇、演：伊丹十三）
- 幕末青春塗鴉：Ronin 坂本龍馬（日语：幕末青春グラフィティ Ronin 坂本竜馬）（1986年、東宝、演：伊武雅刀）
- 鹿鳴館（日语：鹿鳴館 (戯曲)#映画化）（1986年、東宝、演：三橋達也）
- 新選組（1987年、ANB、演：飛鳥涼）
- 妻子們的鹿鳴館（日语：妻たちの鹿鳴館）（1988年、TBS、演：若山富三郎）
- 大風呂敷 後藤新平（1989年、TX、演：芦田伸介）
- 奇兵隊（日语：奇兵隊 (テレビドラマ)）（1989年、NTV、演：堤大二郎）
- 野心之國（日语：野望の国）（1989年、NTV、演：川野太郎）
- 宛如飛翔（1990年、NHK大河劇、演：小倉久寛）
- 宛如炎光 吉田松陰（1991年、KRY、演：渡邊成紀）
- 維新的目撃者（1993年、ANB、演：寺泉憲）
- 晚會的盡頭（日语：夜会の果て）（1997年、NHK、演：渡邊修三（日语：なべおさみ））
- 蒼天之夢（日语：世に棲む日日#蒼天の夢）（2000年、NHK、演：高嶋政伸）
- 2009失去的記憶（2002年、CJ E&M、演：宇尚全）
- 走向共和（2003年、CCTV、演：平田康之）
- 草之亂（日语：草の乱）（2004年、映画「草の乱」製作委員会、演：山本圭）
- 龍馬來了（日语：竜馬がゆく#2004年版）（2004年、TX、演：丹羽貞仁）
- 安重根（2004年、Seo Se-won、演：尹朱尚）
- 長州五傑（2006年、Libero、演：三浦哲郁（日语：三浦アキフミ））
- 架起彩虹的王妃（日语：奇跡の夫婦愛スペシャル#第一夜 『虹を架ける王妃』）（2006年、CX、演：上田耕一）
- 亂世豪門（2007年、台灣公共電視台、演：米七偶）
- 篤姬（2008年、NHK大河劇、演：岡本高英）
- 南洲翁異聞〜おいどんは、丸腰・平和使節で韓国へ行く〜（2008年、KTS、演：畠中洋）
- 鹿鳴館（2008年、EX、演：風間杜夫）
- 坂上之雲（2009年、NHK、演：加藤剛）
- 蒼穹之昴（2010年、NHK、演：平田滿（日语：平田満））
- 龍馬傳（2010年、NHK大河劇、演：尾上寬之（日语：尾上寛之））
- 鮮為人知的幕末志士：山田顯義物語（日语：知られざる幕末の志士 山田顕義物語）（2012年、MBS、演：小堀正博）
- 八重之櫻（2013年、NHK大河劇、演：加藤虎之介（日语：加藤虎ノ介））
- 神劍闖江湖：傳說的最終篇（2014年、華納兄弟、演：小澤征悅）
- 花燃（2015年、NHK大河劇、演：劇團一人）
- 西鄉殿（2018年、NHK大河劇、演：濱野謙太）
- 韋駄天～東京奧運故事～（2019年、NHK大河劇、演：濱野謙太）
- 天外者（日语：天外者）（2020年、Giggly Box、演：森永悠希）
- 直衝青天（2021年、NHK大河劇、演：山崎育三郎）
- 英雄（2022年、JK Film、演：金胜洛）
- 哈爾濱 （2025年、韓國電影、演：中川雅也/lily franky）